# جانت مرترز
جانیت ای. مرترز (متولد ۱۹۴۹) یک بیوشیمیک، زیست‌شناس مولکولی و پژوهشگر سرطان اهل ایالات متحده است. او هم‌اکنون استاد الیزابت مک‌کوی در انکولوژی در آزمایشگاه مک‌آردل برای پژوهش سرطان در دانشگاه ویسکانسین–مدیسن است. مرترز بیشتر به خاطر مخالفت با پیشنهاد لارنس سامرز در سال ۲۰۰۵ مبنی بر اینکه زنان فاقد استعداد ذاتی برای برجستگی در ریاضیات در بالاترین سطح هستند شناخته شده است و به خاطر کشف روشی ساده برای پیوستن دی‌ان‌ای از گونه‌های مختلف شناخته می‌شود. این کشف اخیر دوران مهندسی ژنتیک را آغاز کرد که آثار آن مبنای علم ژنتیک مدرن و صنعت بیوتکنولوژی را شکل می‌دهند.
پس از اتمام دوره‌های کارشناسی در رشته‌های زیست‌شناسی و مهندسی برق در مؤسسه فناوری ماساچوست، مرترز از سال ۱۹۷۰ تا ۱۹۷۵ در مقطع تحصیلات تکمیلی در دانشگاه استنفورد تحصیل کرد و دکترای بیوشیمی خود را دریافت کرد. همچنین در سال ۱۹۷۰، مرترز به آزمایشگاه پل برگ که در دپارتمان بیوشیمی دانشگاه استنفورد قرار داشت، پیوست. برگ گفت که مرترز به اندازه جهنم باهوش است. در حالی که در دوره‌ای که در آزمایشگاه کلد اسپرینگ هاربر در تابستان ۱۹۷۱ برگزار شد، او از برنامه‌اش برای رشد موتانت‌های آنکولوویروس، SV40، با کلون‌سازی مولکولی آن‌ها در باکتری روده انسان، اشریشیا کلی، سخن گفت. این رویداد ابتدا منجر به اعلام یک وقفه داوطلبانه در کلون‌سازی آنکوژنهای ویروسی و بعداً کلون‌سازی هر نوع دی‌ان‌ای که ممکن است حاوی مواد بالقوه خطرناک بیولوژیکی باشد شد تا زمانی که نگرانی‌های ایمنی نظری برطرف شود و دستورالعمل‌های استفاده ایمن از آن‌ها توسعه یابد و به اجرا درآید.
در این میان، در همکاری با رونالد دبلیو. دیویس، مرترز کشف کرد که انتهای دی‌ان‌ای تولید شده توسط برش با آنزیم محدودکننده EcoRI چسبنده است، که این امکان را می‌دهد که هر دو دی‌ان‌ای از این نوع به راحتی دوباره ترکیب شوند. با استفاده از این کشف، در ژوئن ۱۹۷۲، او اولین دی‌ان‌ای نوترکیب را ایجاد کرد که می‌توانست در باکتری‌ها کلون‌سازی شود. موفقیت او در این پروژه به مشاور پایان‌نامه‌اش، پل برگ، کمک کرد تا در سال ۱۹۸۰ جایزه نوبل شیمی را دریافت کند. با این حال، مرترز به دلیل وقفه‌ای که در آن زمان اعمال شده بود، به کلون‌سازی این دی‌ان‌ای ادامه نداد و این وظیفه را به هربرت بویر، استنلی ان. کوهن و همکارانشان واگذار کرد تا در سال ۱۹۷۳ ثابت کنند که دی‌ان‌ای‌های نوترکیب ساخته شده با این روش می‌توانند واقعاً در باکتری‌ها خود-تکثیر شوند. بنابراین، بیشتر پایان‌نامه دکترای مرترز به جای آن، حول توسعه روش‌های دیگر برای ایجاد، انتخاب و رشد موتانت‌های SV40 برای مطالعه عملکردهای این ویروس و استفاده از آن به عنوان اولین بردار کلون‌سازی یوکاریوتی متمرکز بود. پتنت ایالات متحده شماره ۴٬۲۳۷٬۲۲۴، فرایند تولید چیمراهای مولکولی کاربردی بیولوژیکی، که بیش از ۲۵۰ میلیون دلار درآمد از حق امتیاز و لایسنس به همراه داشت، فقط بویر و کوهِن را به عنوان مخترعان مشترک ذکر کرده است. برخی این سؤال را مطرح کرده‌اند که آیا این پتنت‌ها معتبر بودند، با توجه به انتشارهای قبلی توسط پیتر لوگان و ا. دیل کایزر و آزمایشگاه برگ که قبلاً در دامنه عمومی در زمان ثبت این درخواست در نوامبر ۱۹۷۴ قرار داشتند.

## پژوهش‌های بعدی و حرفه آکادمیک
مرترز ۱۵ ماه به عنوان پژوهشگر پسادکتری در شورای پژوهش پزشکی انگلستان گذراند. در همکاری با جان بی. گردن و ادوارد م. دی روبرتیس، او نشان داد که ماکرومولکولهای زیستی که به داخل اووسیت‌های قورباغه میکروتزریق می‌شوند، به درستی استفاده می‌شوند و این اولین روش برای مطالعه جنبه‌های مختلف بیان ژن در یوکاریوتهای بالاتر بود.
مرترز از سال ۱۹۷۶ عضو هیئت علمی دانشگاه ویسکانسین–مدیسن بوده است. آزمایشگاه او روی تنظیم بیان ژن‌های ویروس‌های آنکوی دی‌ان‌ای SV40، ویروس هپاتیت B و ویروس اپشتین–بار و نقش‌های گیرنده هسته‌ای گیرنده استروژن-مرتبط α در سرطان سینه و تنظیم فعالیت‌های گیرنده استروژن α تحقیق می‌کند.